# Vilanova de Prades (kommun)
Vilanova de Prades är en kommun i Spanien.   Den ligger i provinsen Província de Tarragona och regionen Katalonien, i den östra delen av landet, 400 km öster om huvudstaden Madrid. Antalet invånare är 129. Arean är 21,5 kvadratkilometer. Vilanova de Prades gränsar till El Vilosell, Vallclara, Prades, Cornudella de Montsant, Ulldemolins och La Pobla de Cérvoles. 
Terrängen i Vilanova de Prades är kuperad norrut, men söderut är den platt.